# アーテリーギア-機動戦姫-
『アーテリーギア-機動戦姫-』（アーテリーギア きどうせんき）は、bilibiliより開発・運営されていたスマートフォン/PC用ゲームソフト。日本国内では2021年11月18日よりサービス開始。公式ジャンル名は「メカ少女×ターン制戦略RPG」。基本プレイ無料（アイテム課金制）。
2024年11月12日をもってサービスを終了した。

## 世界観
謎の生命体、傀儡によって人間が脳や細胞までも支配され体全部が機会となり傀儡化し傀儡となることで100年間に渡る侵攻で地球全土が荒廃した。プレイヤーユニオン艦隊旗艦「オートランド」の指揮官となり人型機動兵器「アーテリーギア（AG）」となったメカ少女たちを率いて傀儡と戦うこととなる。

## 主題歌
「The Real Heart」
作詞 - Mira.Z / 作・編曲 - Ghost Final
歌唱 - AKINO from bless4